# Valle-di-Rostino
Valle-di-Rostino (korziško E Valle di Rustinu) je naselje in občina v francoskem departmaju Haute-Corse regije - otoka Korzika. Leta 2011 je naselje imelo 116 prebivalcev.

## Geografija
Kraj leži v severno-osrednjem delu otoka Korzike ob meji z naravnim regijskim parkom Korziko, 45 km jugozahodno od središča Bastie.

## Uprava
Občina Valle-di-Rostino skupaj s sosednjimi občinami Asco, Bisinchi, Castello-di-Rostino, Castifao, Castineta, Gavignano, Moltifao, Morosaglia in Saliceto sestavlja kanton Castifao-Morosaglia s sedežem v Morosaglii. Kanton je sestavni del okrožja Corte.